# Koen Stam
Koen Stam (Alkmaar, 27 februari 1987) is een Nederlands voormalig  profvoetballer die als verdediger speelde. Nadien werd hij trainer.

## Carrière

### Voetballer
Stam speelde voor AZ, Cambuur Leeuwarden, SBV Excelsior, Telstar en FC Volendam. Stam begon als jonge voetballer bij amateurvereniging VV SRC in Schagen, de stad waar hij opgroeide, en maakte later de overstap naar de jeugd van AZ uit Alkmaar. Bij AZ kwam hij nooit verder dan de reserves en werd hierop uitgeleend aan Cambuur Leeuwarden.

### Voetbaltrainer

#### AZ
Stam werd in 2013 trainer van AZ onder 19, daarvoor had hij AZ onder 15 onder zijn hoede. Tevens was de oefenmeester vanaf 2016 enkele maanden assistent-bondscoach van Nederland onder 18, naast bondscoach Kees van Wonderen. In het seizoen 2018-2019 maakte Stam als trainer zijn debuut in het betaald voetbal, toen hij samen met Michel Vonk Jong AZ ging trainen. Op 8 mei 2018 zette Stam in het AFAS Trainingscomplex zijn handtekening onder een contract dat hem tot medio 2020 in Alkmaar hield.

#### Feyenoord
Medio 2020 werd hij assistent trainer bij Feyenoord onder 21. Door het stilleggen van de competitie vanwege de coronacrisis kwam het team al enkele maanden niet in actie. In januari 2021 werd bekend dat Stam bij Dordrecht de door Feyenoord uitgeleende spelers zou gaan begeleiden. Uiteindelijk werd deze begeleidende rol door een ander opgenomen, omdat Stam per 3 februari 2021 Zeljko Petrovic als assistent van Dick Advocaat bij Feyenoord 1 verving. Na afloop van het seizoen werd bekend dat Stam een nieuwe functie binnen de club zou krijgen. Hij werd door technisch directeur Frank Arnesen aangesteld als hoofd voetbalmethodiek van de Feyenoord Academy. Daarnaast was hij actief als ontwikkelingscoach voor de Rotterdammers.

#### Wolfsburg
Op 28 mei 2025 werd bekend dat Stam aan de slag zou gaan bij het Duitse VfL Wolfsburg als assistent-trainer van de nog aan te stellen hoofdtrainer. Dit bleek later landgenoot Paul Simonis te worden die overkwam van Go Ahead Eagles.

## Statistieken
| Seizoen | Club                  | Wedstrijden | Doelpunten | Competitie     |
| ------- | --------------------- | ----------- | ---------- | -------------- |
| 2006/07 | SC Cambuur-Leeuwarden | 20          | 0          | Eerste Divisie |
| 2007/08 | Excelsior             | 7           | 0          | Eredivisie     |
| 2008/09 | Telstar               | 24          | 0          | Eerste Divisie |
| 2009/10 | Telstar               | 9           | 0          | Eerste Divisie |
| 2010/11 | FC Volendam           | 0           | 0          | Eerste Divisie |
| Totaal  |                       | 59          | 0          |                |